# رقصنده خیابانی سه‌بعدی
رقصنده خیابانی سه‌بعدی (به هندی: Street Dancer 3D) فیلمی است محصول سال ۲۰۲۰ و به کارگردانی رومئو دی‌سوزا است. در این فیلم بازیگرانی همچون وارون دهاوان، شرادها کاپور، پرابو دوا، نورا فتحی، سلمان یوسف خان، اوپسانا سینگ و زارینا وهاب ایفای نقش کرده‌اند.
این فیلم ابتدا قرار بود دنباله ای برای ای‌بی‌سی‌دی ۲ باشد ولی پس از کنار رفتن دیزنی از تهیه آن، نام فیلم به عنوان کنونی تغییر کرد.

## داستان
دو گروه رقص از هند و پاکستان در لندن با هم رقابت دارند و مثله ناراحتی دو کشور از یکدیگر این دو گروه نیز با هم جنگی آرام دارند، تا اینکه برای یک هدف مشترک یعنی برگرداندن مهاجران غیرقانونی کشورشان گرد هم می‌آیند تا در مسابقهٔ رقصی برنده شوند و با جایزهٔ آن مهاجران را به کشورشان برگردانند.